# Chiton sulcatus
Chiton sulcatus är en blötdjursart som beskrevs av Charles Thorold Wood 1815. Chiton sulcatus ingår i släktet Chiton och familjen Chitonidae. Inga underarter finns listade i Catalogue of Life.